# (20386) 1998 KK54
A (20386) 1998 KK54 a Naprendszer kisbolygóövében található aszteroida. A LINEAR projekt keretében fedezték fel 1998. május 23-án.